# Gare de Niino
La gare de Niino (新野駅, Niino-eki) est une gare ferroviaire localisée dans le bourg de  Kamikawa, dans la préfecture de Hyōgo au Japon. La gare est exploitée par la compagnie JR West, sur la ligne Bantan.

## Service des voyageurs

### Desserte
La gare de Niino est une gare disposant de deux quais et de deux voies.
| N° de voie | Ligne     | Direction                      |
| ---------- | --------- | ------------------------------ |
| 1          | ▆ Bantan  | Fukusaki/Himeji                |
| 1          | ▆ Bantan  | Teramae/Wadayama               |
| 2          | ▆JR Batan | Passage pour Teramae, Wadayama |

| JR West          |                 |                 |                 |                    |
| Direction Himeji | Ligne de Bantan | Ligne de Bantan | Ligne de Bantan | Direction Wadayama |
| Tsurui           |                 | Local 普通      |                 | Teramae            |